# Federazione calcistica dell'Iran
La Federazione calcistica della Repubblica Islamica dell'Iran (in persiano فدراسیون فوتبال ایران, in inglese Football Federation Islamic Republic of Iran, acronimo FFIRI) è l'organismo cui compete il governo del calcio in Iran. Fu fondata nel 1920 e dal 1945 è affiliata alla FIFA. Membro dell'Asian Football Confederation, la federazione continentale asiatica, organizza il campionato di calcio iraniano e pone sotto la propria egida la Nazionale di calcio del paese.

## Cronologia presidenti
1- Dr. Ali Kani

2- Hedayat Gilanshah

3- Mohsen Haddad

4- Hossein Siasi

5- Mostafa Salmi

6- Hossein Mobasher

7- Mostafa Makri

8- Zabih Khabiri

9- Hossein Sorouri

10- Kambiz Aghabay

11- Naser Noamooz (1979-1980)

12- Hadi Tavoosi (1980-1981)

13- Hossein Abshenasan (1981)

14- Hossein Raghfar (1981-1982)

15- Hossein Abshenasan (1982-1983) (secondo periodo)

16- Behrooz Sahabeh (1984)

17- Nasrollah Sajjadi (1985)

18- Ali Mohammad Mortazavi (1986-1987)

19- Mohammad Reza Pahlavan (1987-1989)

20- Naser Noamuz (1989-1993) (secondo periodo)

21- Mohammad Safizadeh (1993-1994)

22- Amir Abedini (1994)

23- Darius Mostafavi (1994-1997)

24- Mohsen Safaei Farahani (1997-2002)

25- Mohammad Dadkan (2002-2006)

26- Mohsen Safaei Farahani (2006-2008) (interim)

27- Ali Kafashian (dal 2008)